# Virtua Tennis 2
Virtua Tennis 2 (kendt som Tennis 2K2) er et tennis-computerspil og det andet i serien Virtua Tennis, som udkom til Sega Dreamcast, og PlayStation 2 i 2001.

## Ændringer
Spillet ligner meget forgængeren, dog er der kommet følgende nævneværdige ændringer siden etteren:
- Grafikken er blevet forbedret
- Der er kommet flere minispil
- Et ekstra slag er tilføjet, så man nu kan slice bolden
- Otte kvindelige spillere er tilføjet, så der nu er otte kvindelige- og otte mandlige spillere (16 i alt)

| computerspil | Spire Denne computerspilsrelaterede artikel er en spire som bør udbygges. Du er velkommen til at hjælpe Wikipedia ved at udvide den. |